# Open di Zurigo 1985
L'Open di Zurigo 1985 è stato un torneo femminile di tennis giocato sul sintetico indoor. È stata la 2ª edizione del torneo, che fa parte del Virginia Slims World Championship Series 1985. Si è giocato nell'Hallenstadion di Zurigo in Svizzera, dal 28 ottobre al 3 novembre 1985.

## Campionesse

### Singolare
Zina Garrison ha battuto in finale  Hana Mandlíková con il punteggio di 6–1, 6–3

### Doppio
Hana Mandlíková /  Andrea Temesvári hanno battuto in finale  Claudia Kohde Kilsch /  Helena Suková con il punteggio di 6–4, 3–6, 7–5